# Romolo Ticconi
Romolo Ticconi (Acuto, 25 marzo 1893 – Guidonia Montecelio, 26 agosto 1919) è stato un aviatore italiano, Asso accreditato di sette (sei confermate) abbattimenti durante la prima guerra mondiale.

## Biografia
Nacque ad Acuto il 25 marzo 1893. Il 26 gennaio del 1911 si trasferisce a Roma con la famiglia e Romolo Ticconi trova lavoro nella capitale come muratore.
Nonostante le sue origini contadine, sa leggere e scrivere ed il 24 agosto 1915 Romolo Ticconi è chiamato alle armi nell'81º reggimento di fanteria del Regio Esercito.
Il 22 agosto 1917 è assegnato al Deposito Aviatori per conseguire il brevetto di pilota ed il 20 settembre 1917 è promosso sergente.
Al termine del corso di pilotaggio, nel gennaio del 1917, viene assegnato alla 76ª Squadriglia Caccia di base ad Istrana, che ha in dotazione i caccia Hanriot HD.1. Nella stessa squadriglia militano piloti come Silvio Scaroni, Mario Fucini, Giulio Lega, Giorgio Michetti (aviatore), tutti assi o destinati a diventarlo.
Dopo i primi voli di allenamento cui erano destinati tutti i nuovi piloti arrivati alla squadriglia, il 5 febbraio 1918, Ticconi poté eseguire il primo volo operativo senza incontrare velivoli nemici. 
Questa situazione di stasi (che fu sconvolta il 13 marzo da un cappottamento all'atterraggio con conseguente distruzione dell'aeroplano) continuò fino al 3 maggio 1918 quando ottenne la sua prima vittoria, abbattendo dopo un lungo combattimento un Hansa-Brandenburg C.I della Flik 16D sopra Cismon.
Il 24 maggio, in missione di scorta, un corto circuito appiccò un principio d'incendio nel vano motore. Romolo Ticconi, messo il velivolo in planata, riuscì ad effettuare un atterraggio di emergenza a San Martino di Fonte, presso Asolo, riuscendo ad uscire dall'aeroplano prima che andasse completamente distrutto dalle fiamme. Riportò ustioni di primo e secondo grado ma dopo pochi giorni era di nuovo in servizio.
Il 25 giugno durante una missione di scorta ai bombardieri Caproni, si ritrovò isolato con Scaroni e Lega a proteggere i bombardieri dall'attacco dei caccia Phönix D.II ed Albatros D.III (Oef) delle Flik 56J e Flik 42J. Nel corso del combattimento che ne scaturì, riuscì ad abbattere due velivoli nemici, precipitati nei pressi di Mareno di Piave e accreditati in collaborazione a tutti i membri della pattuglia (oltre Ticconi, Scaroni e Lega). Così Silvio Scaroni ricordò quei momenti nel suo secondo libro di memorie:
«Ticconi pare avere addosso tutti i diavoli dell'inferno. Lo vedo dappertutto: al mio fianco, poi dietro la coda di uno o due avversari, poi sopra di me e quindi nuovamente al mio fianco (omissis)... che stupendo combattente quel ragazzo;...».
Pochi giorni dopo, il 7 luglio Ticconi, in volo con Scaroni, intercetta un ricognitore austriaco con la scorta di tre caccia sull'altopiano di Asiago.
Nello scontro che ne segue, Ticconi rivendica l'abbattimento di due velivoli.
Gli viene confermato un solo abbattimento in collaborazione con Scaroni, un Albatros D.III 153.140 della Flik 9J precipitato entro le linee italiane, pilotato dal Zugsfuhrer Oswald Bierlotter deceduto nello scontro. 
L'altro abbattimento non venne riconosciuto: si trattava dell'Albatros D.III (Oef) 153.98 della Flik 9J pilotato dal Korporal Franza Pensl, che rimasto ferito, fu in grado di effettuare un atterraggio di emergenza sul campo di Ospedaletto.
Le vittorie conseguite in questo periodo gli meritarono una medaglia d'argento al valor militare.
Il 14 agosto, Ticconi fa precipitare in collaborazione con Michetti, un velivolo austriaco su Rasai.
Il giorno seguente, 15 agosto 1918, avvista un caccia avversario sul cielo di Treviso: si tratta di un solitario Phönix D.I 328.04 (esemplare 328.05 secondo altre fonti) della Flik 37P impegnato in una missione di ricognizione fotografica. Nonostante piloti un caccia meno veloce del Phönix, Ticconi riesce a raggiungere il caccia austriaco ed abbatterlo sopra Colbertaldo.
(Il pilota austriaco, Feldwebel Gustav Franz riuscì ad effettuare un atterraggio di fortuna sul campo di S.Fior di Sopra, distruggendo l'aereo ma salvando la vita).
Negli ultimi mesi di guerra, l'aviazione austro-ungarica è sempre meno attiva, e Romolo Ticconi è impegnato nell'addestramento delle nuove leve di piloti provenienti dalle scuole.
Benché colpito dalla febbre spagnola, volle partecipare all'ultima offensiva dell'ottobre 1918 che avrebbe portato alla vittoria e alla fine della guerra.
Dopo la guerra, fu trasferito alla 81ª squadriglia, dove prestò servizio fino al giorno della sua morte: il 26 agosto 1919, per causa sconosciute, il velivolo che pilotava si schiantò al suolo, uccidendolo all'istante, sul campo di Montecelio (ora Guidonia Montecelio).